# الطاقة المتجددة في إيطاليا
الطاقة المتجددة في إيطاليا عام 2015 حسب مصدرها (تقديرات مبدئية)

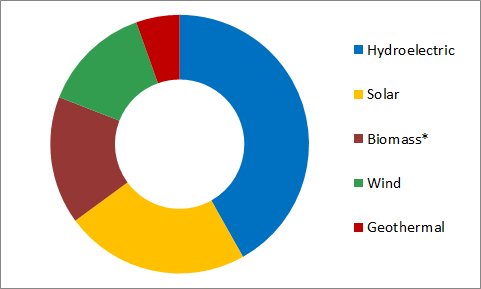
توزع مصادر الطاقة المتجددة في إيطاليا حسب تقديرات عام 2015

تطورت الطاقة المتجددة في إيطاليا بوتيرة متسارعة خلال العقد الماضي ووفرت للبلاد وسيلة للتنويع من اعتمادها التاريخي على الوقود المستورد. استحوذ إنتاج الطاقة الشمسية وحده على نحو 8%من إجمالي إنتاج الكهرباء في البلاد عام 2014، ما جعل إيطاليا الدولة ذات المساهمة الأعلى للطاقة الشمسية في العالم. أدى النمو السريع لنشر الطاقة الشمسية وطاقة الرياح والطاقة الحيوية في السنوات الأخيرة إلى إنتاج إيطاليا أكثر من 40% من الكهرباء من مصادر الطاقة المتجددة في عام 2014.
ارتفعت حصة الطاقة المتجددة في إجمالي الاستهلاك النهائي للطاقة (جميع استخدامات الطاقة) إلى 17.1% في عام 2014. ينمو هذا الرقم بثبات ويمثل اليوم أحد المكونات الرئيسية للاستهلاك الوطني للطاقة. بلغ الاستهلاك الوطني للطاقة الكهربائية 38.2% من مصادر الطاقة المتجددة في عام 2014 (في عام 2005 كانت هذه القيمة 15.4%)، تغطي 16% من إجمالي استهلاك الطاقة في البلاد (5.3% في عام 2005). كانت النسبة المقابلة لتوليد الكهرباء أعلى من نسبة الاستهلاك التي خُفضت من خلال واردات الكهرباء (13.6% من الإجمالي في عام 2014). ربما تحتوي الكهرباء المستوردة أيضًا على نسبة عالية من الكهرباء الموَلدة من مصادر متجددة ولكن لا تُحتسب في نسبة الاستهلاك.
نشرت جميع البلديات الإيطالية (الكومونا) البالغ عددها 8047 بعض مصادر الطاقة المتجددة، مع اعتبار الطاقة الكهرومائية هي المصدر الرئيسي للطاقة المتجددة من ناحية الإنتاج. تسهم الطاقة الحيوية وطاقة الرياح والطاقة الحرارية الأرضية مساهمةً مهمةً في متطلبات الطاقة الوطنية. نما الاستهلاك الأولي للطاقة المتجددة في إيطاليا إلى 14.6 مليون طن (ما يعادل مليون طن من النفط) بحلول عام 2013.
طبقت إيطاليا مخطط حوافز سخية لتشجيع تطوير إنتاج الطاقة المتجددة. حفزت أكبر مخططاتها إنتاج الطاقة الشمسية الكهروضوئية والتي قادت إيطاليا من مرتبتها المتدنية في تركيب الألواح الضوئية عام 2010 لتصبح رابع أكبر دولة في العالم من خلال التجهيزات بحلول نهاية عام 2014، قبل الولايات المتحدة في ذلك الوقت. نمت جميع مصادر الطاقة المتجددة في إيطاليا خلال السنوات الأخيرة وما زال الكثيرون يتلقون الحوافز.

## التاريخ
جاء الدافع لإنتاج طاقة خضراء حصرية في إيطاليا من الحاجة إلى الحد من الاعتماد الكبير التاريخي للبلاد على الوقود الأحفوري وتدفقات إمدادات الهيدروكربونات القادمة من أوروبا الشرقية والشرق الأوسط وشمال أفريقيا، والامتثال للاتفاقيات الدولية الملزمة في اتفاقية كيوتو (وقِع عليها عام 1997 ونفِذت في عام 2005).
كانت إيطاليا في طليعة التطور التكنولوجي وإنتاج الطاقة من المصادر المتجددة خلال القرن العشرين. في مجال الطاقة الحرارية الجوفية: يعود تاريخ أول محطة إلى عام 1904 في لاديرلو في توسكانا، وبُنيت أول محطة للطاقة الحرارية الجوفية في عام 1913، وبقيت المحطة الوحيدة في العالم حتى عام 1958. فيما يتعلق بالطاقة المائية: بُنيت أول محطة في أوروبا في باديرنو دادا في لومبارديا بين عام 1895 وعام 1898. في صناعة الطاقة الشمسية: بُنيت أول محطة للطاقة (التي يمكن أن تنتج البخار عند 450 درجة مئوية) في جنوة في عام 1963، وفي عام 1980 بُني أول برج للطاقة الشمسية يستخدم المرايا في أدرانو في صقلية. بالنسبة لإنتاج طاقة الرياح: بدأت المشاريع التجريبية الأولى (برعاية المجلس الوطني للبحوث وبالتعاون مع إنيل) في النصف الثاني من السبعينيات كجزء من إعادة هيكلة نظام الإنتاج بأكمله وتزويد الطاقة الذي تبع أزمة طاقة عام 1973 وتلك الحاصلة في عام 1979.
خلال الثمانينيات والتسعينيات، استمدت مشاريع الطاقة المتجددة حياةً جديدةً من ثلاثة عوامل متزامنة الحدوث: الزيادة السريعة في أسعار النفط الخام (الناجمة عن التوتر والصراعات المسلحة في الشرق الأوسط والخليج) ووعي عام جديد بالبيئة (دعمتها كارثة تشيرنوبيل في عام 1986) والانقطاع عن جميع أعمال بناء محطات الطاقة النووية في إيطاليا وحظر إنيل من المشاركة في بناء أو إدارة محطات الطاقة النووية خارج الحدود الوطنية (بعد الاستفتاء عام 1987).

## الطاقة المتجددة حسب القطاع
مجموع استهلاك الطاقة المتوقع حسب القطاع عام 2020.
قدمت جميع بلدان الاتحاد الأوروبي وكذلك آيسلندا والنرويج خطط عمل وطنية للطاقة المتجددة لتوضيح الخطوات المتخذة والتقدم المتوقع لكل دولة بين عامي 2010 و2020 لاجتماع توجيه الطاقة المتجددة. تحتوي كل خطة على تحليل تفصيلي للاستخدام الحالي للطاقة المتجددة في كل دولة وخطط للتطورات المستقبلية. وفقًا لتوقعات التقديم الإيطالي بحلول عام 2020، يٌحلل إجمالي استهلاك الطاقة النهائي في إيطاليا حسب القطاع على النحو التالي:
| القطاع                         | استخدام الطاقة المتوقع عام 2020 (بالكيلوطن من النفط المكافئ) | الهدف الموضوع لنسبة الطاقة المتجددة عام 2020 |
| ------------------------------ | ------------------------------------------------------------ | -------------------------------------------- |
| التدفئة والتبريد               | 61,185                                                       | 17.09%                                       |
| الكهرباء                       | 32,227                                                       | 26.39%                                       |
| النقل                          | 33,972                                                       | 10.14%                                       |
| إجمالي استهلاك الطاقة النهائي* | 133,042                                                      | 17.00%                                       |
| * ويشمل قيم الضياع والتسويات   |                                                              |                                              |

باستثناء الخسائر والتسويات، يُستخدم ما يقارب نصف استهلاك الطاقة (48%) في قطاع التدفئة والتبريد. يشمل قطاع التدفئة والتبريد (المعروف أيضًا باسم القطاع الحراري) التدفئة المنزلية وتكييف الهواء، والعمليات الصناعية مثل الأفران وأي استخدام للحرارة عمومًا. الحصة الأكبر التالية لقطاع النقل بنسبة 26.7% يليها قطاع الكهرباء بنسبة 25.3%. تشبه نسبة استخدام الطاقة في كل قطاع النسبة عام 2016. من أجل تحقيق الهدف العام لإيطاليا باستخدام 17% من الطاقة المتجددة في إجمالي استهلاك الطاقة النهائي (22617 كيلو طن) بحلول عام 2020، حُدد الهدف لكل قطاع على النحو التالي: يستخدم 17% من الطاقة المتجددة في قطاع التدفئة والتبريد و26% في قطاع الكهرباء و 10% في قطاع النقل. من المتوقع أن يبلغ إجمالي الاستهلاك السنوي للطاقة 133042 كيلو طن (ما يعادل 133 مليون طن من النفط) بحلول عام 2020.
مقاييس الطاقة المذكورة أعلاه هي إجمالي استهلاك الطاقة النهائي. مقياس آخر أوسع نطاقًا، يشمل استهلاك الطاقة الأولية أيضًا الطاقة المستخدمة في استخراج الوقود (قطاع الطاقة) والطاقة المفقودة في التحول (قطاع التحول أي تحويل الحرارة إلى كهرباء في محطات الطاقة أو طاقة الوقود إلى التدفئة في محطات التدفئة) بالإضافة إلى إجمالي استهلاك الطاقة النهائي للمستخدمين النهائيين. بموجب توجيه كفاءة استخدام الطاقة في الاتحاد الأوروبي، تقدم دول الاتحاد الأوروبي خطط كفاءة استخدام الطاقة كل ثلاث سنوات. وفقًا للتقرير المقدم من إيطاليا في عام 2014، بلغ إجمالي استهلاك الطاقة النهائي في عام 2012 (119.01 مليون طن) بينما كان استهلاك الطاقة الأساسي 163.05 مليون طن. يُحسب معظم الفرق البالغ تقريبًا 37% كخسائر في قطاع التحول. من المرجح أن تكون هذه الخسائر أكثر انتشارًا في قطاعات الكهرباء الحرارية، وبالتالي فاستخدام الكهرباء المتجددة سيقلل من انبعاثات ثاني أكسيد الكربون والوقود المفقود في قطاعي الطاقة والتحول وكذلك في الاستهلاك النهائي. باستخدام التوليد الحراري الأكثر فعالية، تبقى الإمكانية للحد من هدر الطاقة بمقدار الثلث تقريبًا وخفض انبعاثات ثاني أكسيد الكربون وفقًا لذلك.

### قطاع الكهرباء

#### الكهرباء المتجددة حسب المصدر
أمنت الكهرباء المتجددة نحو 37.9% من إجمالي إنتاج الكهرباء في إيطاليا في عام 2015، وهو ما يمثل انخفاضًا بنحو 43.1% عن العام السابق بسبب التباينات السنوية الكبيرة في إنتاج الطاقة الكهرومائية. استمرت الطاقة الكهرومائية في توفير أكبر مصدر منفرد للطاقة المتجددة المولدة للكهرباء في عام 2015 بنحو 15.6% من الإنتاج الوطني. وفر توليد الطاقة الشمسية الحصة الأكبر التالية بنحو 8.1%، وهو رقم جدير بالملاحظة نظرًا لأن معظم التجهيزات الشمسية أُحدِثت منذ عام 2010. قدمت الطاقة الحيوية بنحو 6.7% تليها مباشرةً طاقة الرياح بنسبة 5.3%. والحصة الأصغر للطاقة الحرارية الأرضية بنسبة 2.2%.